# Målsryd
Målsryd är ett samhälle i Borås kommun. Bebyggelsen klassades före 2015 som en egen tätort för att därefter räknas som en del av tätorten Gånghester och Målsryd. Målsryd ligger cirka 9 kilometer sydost om Borås.

## Historia
Orten uppstod som ett stationssamhälle till den större tätorten Dalsjöfors, som saknade järnvägsförbindelse. På orten har det även funnits en större tekoindustri, J A Pettersson AB. Järnvägsstationen och fabriken är sedan länge nedlagda.

### Befolkningsutveckling
| Befolkningsutvecklingen i Målsryd 1960–2010 | Befolkningsutvecklingen i Målsryd 1960–2010 | Befolkningsutvecklingen i Målsryd 1960–2010 | Befolkningsutvecklingen i Målsryd 1960–2010 | Befolkningsutvecklingen i Målsryd 1960–2010 |
| ------------------------------------------- | ------------------------------------------- | ------------------------------------------- | ------------------------------------------- | ------------------------------------------- |
|                                             |                                             |                                             |                                             |                                             |
| År                                          |                                             |                                             | Folkmängd                                   | Areal (ha)                                  |
| 1960                                        | 1960                                        |                                             | 630                                         |                                             |
| 1965                                        | 1965                                        |                                             | 744                                         |                                             |
| 1970                                        | 1970                                        |                                             | 753                                         |                                             |
| 1975                                        | 1975                                        |                                             | 833                                         |                                             |
| 1980                                        | 1980                                        |                                             | 839                                         |                                             |
| 1990                                        | 1990                                        |                                             | 904                                         | 99                                          |
| 1995                                        | 1995                                        |                                             | 951                                         | 99                                          |
| 2000                                        | 2000                                        |                                             | 933                                         | 99                                          |
| 2005                                        | 2005                                        |                                             | 910                                         | 99                                          |
| 2010                                        | 2010                                        |                                             | 907                                         | 99                                          |
| Anm.: Sammanvuxen med Gånghester 2015.      |                                             |                                             |                                             |                                             |

## Samhället
I samhället finns skola, barnomsorg och Målsryds kyrka, byggd 1915 av tegel, med torn och ett smalare kor.
Tämligen få arbetstillfällen finns numera på orten och många arbetar i Borås.

## Personer från Målsryd
Målsryds kanske mest kände son är utförsåkaren Patrik Järbyn. Från Målsryd härstammar också fotbollsspelaren Joakim Sjöhage.